# Metatemnus heterodentatus
Metatemnus heterodentatus är en spindeldjursart som beskrevs av Beier 1952. Metatemnus heterodentatus ingår i släktet Metatemnus och familjen Atemnidae. Inga underarter finns listade i Catalogue of Life.